# Шубин, Павел Николаевич (тренер)
Па́вел Никола́евич Шу́бин (28 мая 1914, Москва — 23 августа 1983, Москва) — советский детский тренер по водному поло. Заслуженный тренер СССР. Тренер целого ряда олимпийских чемпионов.

## Биография
Павел Николаевич Шубин родился 28 мая 1914 года в городе Москве. Финалист кубка СССР (1939 год, команда «Сталинец».). Мастер спорта СССР.
Участник ВОВ.
Советский детский тренер по водному поло. 
Павел Николаевич Шубин создал первую в России школу Олимпийского резерва по водному поло «Юность». Он воспитал шесть Олимпийских чемпионов и многократных призеров Олимпийских игр, Чемпионов Мира, обладателей Кубка Мира, Чемпионов  Европы.
Он — тренер олимпийских чемпионов: Анатолия Акимова, Владимира Акимова, Александра Долгушина, Александра Кабанова, Николая Мельникова.
Заслуженный тренер СССР. 
Павел Николаевич скончался в 1983 году, 23 августа. Похоронен на Ваганьковском кладбище.

## Память
Проводится турнир памяти ЗТСССР Шубина П.Н.
В Москве, по адресу ул. Автозаводская, д.21, установлена мемориальная доска в его честь.